# Aspidophorodon capitatum
Aspidophorodon capitatum (лат.) — вид тлей рода Aspidophorodon из подсемейства Aphidinae. Эндемики Китая (Тибет).

## Описание
Мелкие насекомые, длина 1,0—1,1 мм. Бескрылые живородящие самки имеют удлиненно-овальное тело, при жизни желтовато-белое. Дорзум тела густо покрыт мелкими сосочковидными бугорками; срединный лобный бугорок умеренно выпуклый, с неглубоким углублением посередине; усиковые бугорки каждый с малозаметным выростом на внутренней вершине ниже срединного лобного бугорка; дорсальные щетинки тела отчётливо длинные, толстые, головчатые, на вздутых бугорках. Этот вид питается на нижней стороне листьев Salix. Вид был впервые описан в 2022 году по типовым материалам из Китая. Голова с тремя отростками на лбу; дорзум тела разнообразно украшен морщинками, неправильной полигональной сетчатостью, овальными или полукруглыми скульптурными линиями, мелкими сосочковидными бугорками; трубочки длинные и ложковидные, широкие в основании, слегка вздутые дистально, без фланца.